# Joyce Kozloff
 (juin 2021).
La mise en forme du texte ne suit pas les recommandations de Wikipédia : il faut le « wikifier ».
Les points d'amélioration suivants sont les cas les plus fréquents :
- Les titres sont pré-formatés par le logiciel. Ils ne sont ni en capitales, ni en gras.
- Le texte ne doit pas être écrit en capitales (les noms de famille non plus), ni en gras, ni en italique, ni en « petit »…
- Le gras n'est utilisé que pour surligner le titre de l'article dans l'introduction, une seule fois.
- L'italique est rarement utilisé : mots en langue étrangère, titres d'œuvres, noms de bateaux, etc.
- Les citations ne sont pas en italique mais en corps de texte normal. Elles sont entourées par des guillemets français : « et ».
- Les listes à puces sont à éviter, des paragraphes rédigés étant largement préférés. Les tableaux sont à réserver à la présentation de données structurées (résultats, etc.).
- Les appels de note de bas de page (petits chiffres en exposant, introduits par l'outil «  Source ») sont à placer entre la fin de phrase et le point final[comme ça].
- Les liens internes (vers d'autres articles de Wikipédia) sont à choisir avec parcimonie. Créez des liens vers des articles approfondissant le sujet. Les termes génériques sans rapport avec le sujet sont à éviter, ainsi que les répétitions de liens vers un même terme.
- Les liens externes sont à placer uniquement dans une section « Liens externes », à la fin de l'article. Ces liens sont à choisir avec parcimonie suivant les règles définies. Si un lien sert de source à l'article, son insertion dans le texte est à faire par les notes de bas de page.
- La présentation des références doit suivre les conventions bibliographiques. Il est recommandé d'utiliser les modèles {{Ouvrage}}, {{Chapitre}}, {{Article}}, {{Lien web}} et/ou {{Bibliographie}}. Le mode d'édition visuel peut mettre en forme automatiquement les références.
- Insérer une infobox (cadre d'informations à droite) n'est pas obligatoire pour parachever la mise en page.

Pour une aide détaillée, merci de consulter Aide:Wikification.
Si vous pensez que ces points ont été résolus, vous pouvez retirer ce bandeau et améliorer la mise en forme d'un autre article.
Joyce Kozloff (née en 1942) est une artiste américaine dont le travail politiquement engagé s'appuie sur la cartographie depuis le début des années 1990.
Kozloff est l'un des membres originaux du mouvement Pattern and Decoration et l'une des premières artistes des mouvements artistiques féministes des années 1970. Elle est active dans les mouvements de femmes et de paix tout au long de sa vie. Elle est également membre fondatrice du collectif Heresies.

## Biographie
Joyce Blumberg est née d'Adele Rosenberg et de Leonard Blumberg le 14 décembre 1942 à Somerville, New Jersey. Leonard, né dans le New Jersey, est avocat. Adele est active dans les organismes communautaires. Les deux familles de ses parents ont émigré de Lituanie. Elle a deux frères plus jeunes, Bruce et Allen.
Au cours de l'été 1959, Joyce étudie l'art à l'Art Students League de New York. Au cours de l'été 1962, elle fréquente l'Université Rutgers et l'été suivant, l' Università di Firenze . En 1964, elle obtient un baccalauréat en beaux-arts du Carnegie Institute of Technology. Elle rejoint ensuite l'Université de Columbia et y obtient une maîtrise en beaux-arts en 1967,.
Elle est mariée à Max Kozloff le 2 juillet 1967 au domicile de ses parents à Bound Brook, New Jersey, par le rabbin orthodoxe de sa famille, bien qu'elle et Max ne soient pas religieux. Max, né le 21 juin 1933 à Chicago, est un critique d'art et de photographie et un photographe. Nikolas Kozloff, leur fils, écrivain, est né à New York en 1969. Joyce Kozloff vit à New York depuis 1964. Elle passe également une année à Los Angeles, Californie (1970-1971) et une année à Rome, Italie (1999-2000).

## Carrière

### Mouvement artistique féministe
Elle rejoint d'autres femmes dans le domaine des arts en 1971 pour former le Los Angeles Council of Women Artists, un groupe qui organise les premières manifestations contre le manque de femmes incluses dans les expositions et les collections du Los Angeles County Museum of Art,.

« Pour nous, il n'y avait pas de femmes dans les galeries et les musées, alors nous avons créé nos propres galeries, nous avons organisé nos propres expositions, nous avons créé nos propres publications, nous nous sommes encadrées les unes les autres, nous avons même créé des écoles d'art féministe. Nous avons examiné le contenu de l'histoire de l'art et nous avons commencé à créer différentes formes d'art basées sur nos expériences en tant que femmes. C'était donc à la fois social et au-delà ; dans notre cas, cela revenait dans nos propres ateliers »

À son retour à New York, Joyce Kozloff continue à être active dans le mouvement des femmes artistes. Elle rejoint le Comité ad hoc des femmes artistes et est membre fondatrice du Heresies Collective en 1975, qui produit Heresies: A Feminist Publication on Art and Politics, un magazine trimestriel sur le féminisme, l'art et la politique.
À l'été 1973, Joyce Kozloff vit au Mexique. En 1975, elle visite le Maroc et trois ans plus tard, elle visite la Turquie. Depuis, elle a beaucoup voyagé. Au cours de ses visites, elle étudie les « traditions décoratives » des pays et la signification culturelle de l'ornement dans ces pays. Lorsque Joyce Kozloff se rend compte, pour la première fois au début des années 1970, que les arts décoratifs sont le domaine des femmes et des artistes non occidentaux, elle comprend que la hiérarchie entre les arts privilégie la production par des hommes européens et américains. Cela renforce sa position en tant que féministe et inspire son intérêt pour la conception de motifs. Elle est co-auteur, avec Valérie Jaudon, de « Art Hysterical Notions of Progress and Culture » (1978) largement anthologique, dans lequel elles expliquent comment elle pensent que des hypothèses sexistes et racistes sous-tendent le discours occidental sur l'histoire de l'art. Elles réaffirment la valeur de l'ornementation et de la beauté esthétique, qualités attribuées à la sphère féminine,. Joyce Kozloff est encadrée et inspirée par Miriam Schapiro, Nancy Spero, Ida Applebroog et May Stevens. Joyce Kozloff est interviewée pour le film !Women Art Revolution.

### Motif et décoration

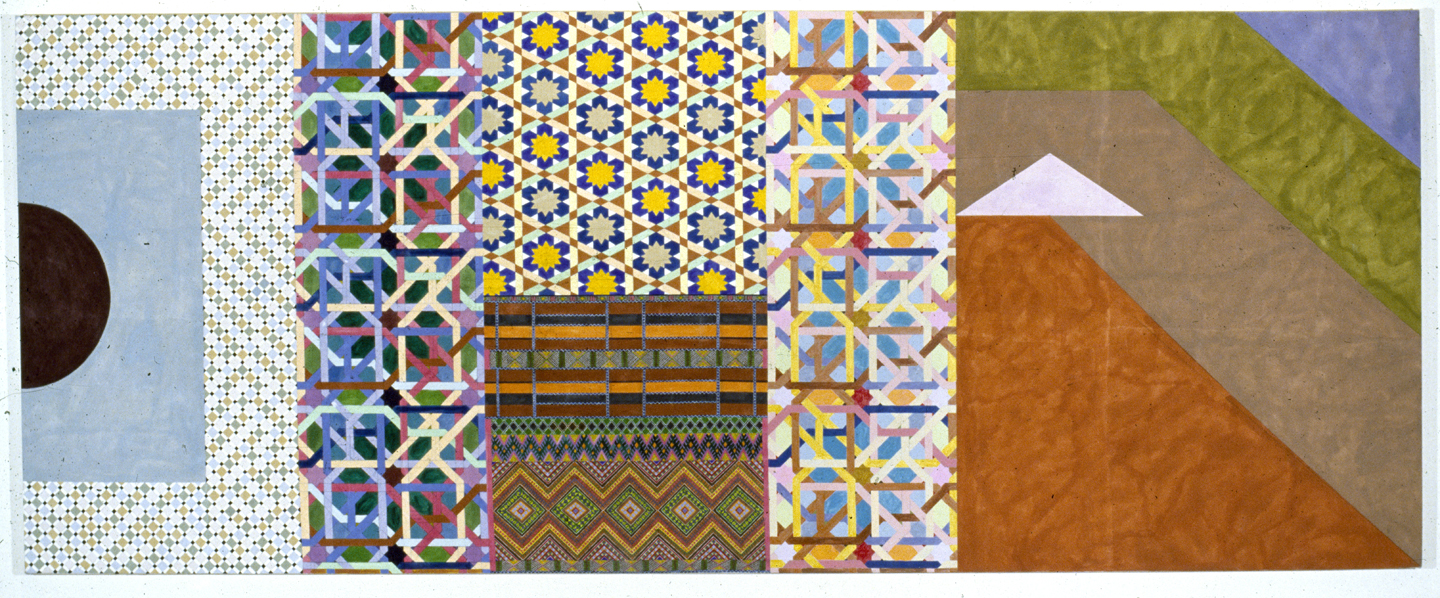
Trois portails...triangle rose

À partir de 1973, désireuse de briser la hiérarchie occidentale entre « grand art » et décoration, Kozloff crée de grands tableaux, s'inspirant de motifs du monde entier, juxtaposant des passages ornementaux à travers un vaste champ. En 1975, elle commence à rencontrer les artistes Miriam Schapiro, Tony Robbin, Robert Zakanitch, Robert Kushner, Valerie Jaudon et d'autres poursuivant des idées connexes; ils forment le mouvement Pattern and Decoration. À la fin des années 1970, elle réalise An Interior Decorated, une installation composée de panneaux textiles sérigraphiés suspendus ; pilastres en tuiles vernissées peintes à la main; lithographies sur papier de soie chinois ; et un sol carrelé composé de milliers d'images exécutées individuellement sur des étoiles et des hexagones imbriqués. Le projet est repensé pour chaque espace dans lequel il est exposé en 1979 et 1980. Tout comme ses peintures ont des origines non occidentales, pour cette installation, elle compile une anthologie visuelle personnelle des arts décoratifs à partir de dizaines de sources, notamment des kilims caucasiens, des carreaux d'İznik et catalans, des briques seldjoukides et des poteries amérindiennes,. « Un intérieur décoré, c'est là où la peinture rencontre l'architecture, où l'art rencontre l'artisanat, où l'engagement personnel rencontre l'art public », écrit Carrie Rickey, critique d'art.

### Art public
Joyce Kozloff s'intéresse à l'art public lorsqu'elle étudie avec Robert Lepper à Carnegie Mellon à Pittsburgh. Elle enseigne le projet Oakland, dans lequel les étudiants vont dans le quartier d'Oakland et font de l'art en documentant l'infrastructure, les bâtiments et les personnes. Elle dit : « C'était mon initiation à l'art public -- au monde extérieur ». La peinture murale de la station de métro Harvard Square, Cambridge, MA, sa première œuvre d'art publique, est obtenue grâce à un concours. La plupart de ses autres projets publics sont directement commandés. Ses premières pièces de grande taille sont composées de motifs imbriqués de mosaïque de verre et/ou de carreaux de céramique, une extension de son précédent travail de galerie. Elle commence à incorporer des images de l'histoire des villes, afin de rendre les travaux spécifiques au site. Par exemple, à la Suburban Station de Philadelphie, Pennsylvania, USA, elle substitue une image de William Penn par celle du Bon Pasteur dans une appropriation du célèbre tombeau byzantin de Galla Placidia à Ravenne, en Italie. Ses travaux sont souvent des efforts de collaboration, impliquant la contribution du public, des conseils communautaires, d'architectes et de mécènes.
Elle s'intéresse à l'art public parce qu'il rend l'art accessible à tous, et pas seulement aux collectionneurs publics et privés, mais s'est découragée après les « guerres culturelles » politiques des années 1990, estimant qu'elle devait censurer son expression créative pour créer un « art sûr » acceptable et cessé de postuler pour des commandes d'art publiques.

### Livres
À la fin des années 1980, elle produit une série de 32 aquarelles intitulée Patterns of Desire—Pornament is Crime, publiée par Hudson Hills Press en 1990 et accompagnée d'un essai introductif de Linda Nochlin . Ce livre d'une artiste féministe qui juxtapose le caractère obsessionnel de la décoration et de la pornographie dans de nombreuses traditions, a un effet comique et révélateur. Membre fondateur du groupe activiste new-yorkais Artists Against the War (2003), Joyce Kozloff se préoccupe de plus en plus de ce thème. En 2001, elle commence Boy's Art, une série de vingt-quatre dessins basés sur des illustrations, des diagrammes et des cartes illustrant des batailles historiques, sur lesquelles elle colle des copies de dessins de guerre d'enfance de son fils Nikolas et des détails de peintures de maîtres anciens. Un livre surdimensionné de ces œuvres est publié par DAP/Distributed Art Publishers en 2003 avec un essai introductif de Robert Kushner. En 2010, Charta Books Ltd. publie le troisième livre d'artiste de Kozloff, China is Near, qui comprend une conversation avec Barbara Pollack. Pour cette publication, l'artiste photographie la Chine la plus accessible pour elle, le Chinatown de New York, à quelques pâtés de maisons de chez elle, ainsi que d'autres Chinatowns à sa portée. Elle copie d'anciennes cartes de la route de la soie et télécharge des cartes en ligne de tous les endroits du monde appelés Chine . C'est un mélange brillant et scintillant de kitsch contemporain et de commerce historique, un guide de l'autoroute mondiale.

### Cartes

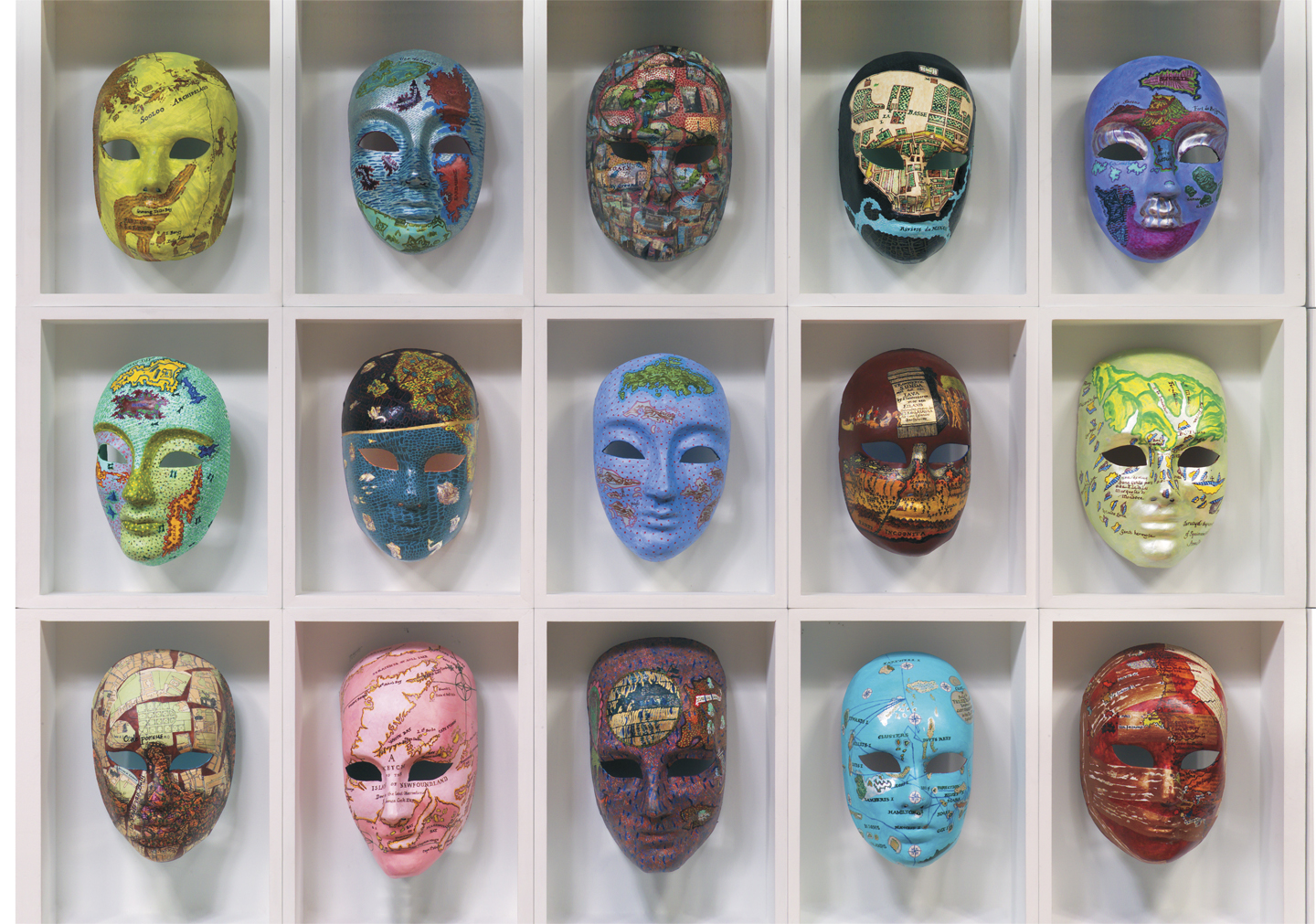
Voyages, masques

Kozloff utilise la cartographie depuis le début des années 1990 comme structure de ses passions de longue date - l'histoire, la géographie, les arts populaires et la culture. Dans Los Angeles Becoming Mexico City Becoming Los Angeles (1993) et Imperial Cities (1994), elle peint des villes qu'elle connait, superposant des images et des motifs reflétant leur passé colonial. Elle examine ensuite des plans d'eau tels que la mer Baltique dans Plans d'eau, les fleuves Mékong et Amazone dans le Mékong et la mémoire et les villes de Calvino sur l'Amazone (1995-1997). Dans sa série Knowledge (1998-1999), composée de 65 petites fresques (8 x 10") et de six globes de table, elle dépeint les inexactitudes des cartes des temps anciens, en particulier pendant l' ère de la découverte , pour révéler la nature arbitraire de ce qui peut être connu.
En 1999-2000, pendant son séjour d'un an à l' Académie américaine de Rome, elle exécute Targets, un globe terrestre de 9 pieds (3 m) de diamètre composé de 24 sections en forme de fuseau. Elle peint une carte aérienne sur la surface intérieure de chaque section pour représenter un site bombardé par l'armée américaine entre les années 1945 et 2000,. En entrant dans le globe, le visiteur est complètement entouré, et s'il émet un son, il y a un écho amplifié par l'espace clos. Deux autres oeuvres suivent, à base de panneaux multiples longs de 16 pieds (5 m), chacune sous la forme des fuseaux aplatis d'un globe (2002) : Sphères d'influence (la « pièce terrestre » de Kozloff) et Dark and Light Continents (sa « pièce céleste »)[réf. nécessaire].
Pendant plusieurs années, Kozloff travaille sur une immense installation sur l'histoire du colonialisme occidental, présentée à Thetis dans l'Arsenal de Venise (2006), Voyages + Targets . Elle peint des îles à travers le monde sur 64 masques de carnaval vénitien situés à l'intérieur de fenêtres avec de la lumière traversant leurs yeux ; accrochées au plafond et le long des murs de briques, il y a des banderoles ( Voyages : Carnevale, Voyages : Maui et Voyages : Kaho'olawe ) avec des cartes des îles du Pacifique telles qu'elles ont évolué sur la planète et des images de carnaval jazzy . À partir de 2006, les tondi (peintures rondes) de Kozloff commencent avec des cartes cosmologiques de la Renaissance sillonnées par les traces de satellites dans l'espace, une projection imaginaire de futures guerres (des étoiles) ( les jours, les heures et les moments de nos vies, l' hélium sur la Lune, Revolver )[réf. nécessaire].
"Le cœur de Descartes" est basé sur la carte en forme de cœur, Cosmographia universalis ab Orontio olin descripta, du cartographe de la Renaissance Giovanni Cimerlino (Vérone, 1566). Sur le dessus se trouve une carte farfelue appelée Univers mécanique par Descartes (1644). Les tondi sont suivis d'un triptyque, long de 18 pieds (5 m), The Middle East: Three Views (2010), une projection des zones contestées dans cette région à l'époque romaine, la guerre froide, et actuellement. Les cartes, basées sur des photographies prises par le télescope spatial Hubble de la NASA, flottent dans l'espace lointain parmi les étoiles, comme si elles avaient été délogées de la terre [réf. nécessaire].

## Récompenses et honneurs
- 1975 - Bourse des professions sélectionnées de l'American Association of University Women[8]
- 1977 - National Endowment for the Arts Bourse d'artiste individuel en peinture[1]
- 1985 - National Endowment for the Arts Bourse d'artiste individuel en dessins, estampes et livres d'artistes[21]
- 1992 - Bourse Bellagio de la Fondation Rockefeller
- 2002 - Élue à la National Academy of Design[22]
- 2004 - Bourse de la Fondation commémorative John Simon Guggenheim
- 2005 - Prix des anciens, Université Carnegie Mellon[23]
- 2009 - Lifetime Achievement Award du Women's Caucus for Art[24]
- 2011 - Honneur de l'artiste ArtTable[25]
- 2015 - Doctorat honorifique, Carnegie Mellon University, Pittsburgh, PA

## Collections
Son art figure dans de nombreuses collections de musées, notamment :
- Albright-Knox Art Gallery, Buffalo, NY[26]
- Brooklyn Museum, Brooklyn, NY[27]
- Fogg Art Museum, Harvard University, Cambridge, MA[28]
- Indianapolis Museum of Art, Indianapolis, IN[29]
- Jewish Museum, New York, NY[30]
- Library of Congress, Washington, DC[1]
- Los Angeles County Museum of Art, Los Angeles, CA[31]
- M. H. de Young Memorial Museum, San Francisco, CA[réf. nécessaire]
- Metropolitan Museum of Art, New York, NY[1],[32]
- MIT List Visual Arts Center, Cambridge, MA[réf. nécessaire]
- Museum of Fine Arts, Santa Fe, NM[réf. nécessaire]
- Museum of Modern Art, New York, NY[1],[33]
- National Academy of Design, NY[34]
- National Gallery of Art, Washington, DC[1],[35]
- National Museum of Women in the Arts, Washington, DC[1]
- Ludwig Forum für Internationale Kunst (formerly Neue Galerie Sammlung Ludwig), Aachen, Germany
- New Jersey State Museum, Trenton, NJ
- Smithsonian American Art Museum, Washington, DC[36]
- Whitney Museum of American Art, New York, NY[37]
- Yale University Art Museum, New Haven, CT[1],[38]

## Des expositions
Kozloff réalise des expositions collectives et individuelles depuis 1970 dans de nombreuses villes américaines, dont New York, Philadelphie, Boston, Los Angeles, Chicago et Washington, DC,. Elle a une exposition itinérante avec son mari Max, "Crossed Purposes", qui commencé à Youngstown, Ohio et voyage dans huit autres musées et galeries universitaires aux États-Unis de 1998 à 2000. Ses expositions internationales incluent l'Italie, l'Allemagne, les Pays-Bas, la Belgique, l'Argentine et le Danemark.
Plus récemment, le travail de Kozloff est inclus dans plusieurs expositions dans des musées nationaux et internationaux axées sur le mouvement Pattern and Decoration : With Pleasure: Pattern and Decoration in American Art 1972-1985, Museum of Contemporary Art, Los Angeles, CA (2019-2020) ; Less is a Bore: Maximalist Art & Design, Institute for Contemporary Art, Boston, MA (2019); Motif et décoration : Ornement comme promesse, Ludwig Forum, Aix-la-Chapelle, Allemagne, Museum Moderner Kunst Stiftung Vienne, Autriche, et Ludwig Museum, Budapest, Hongrie (2018-2019) ; Motif, Décoration & Crime, MAMCO, Genève, Suisse, et Le Consortium, Dijon, France (2019).
Kozloff est représentée par la DC Moore Gallery à New York et y expose depuis 1997,.

## Publications
- Joyce Kozloff (préf. Robert Kushner), L'art des garçons, New York, Distributed Art Publishers, Inc., 2003.
- Joyce Kozloff (préf. Linda Nochlin), Modèles de désir, New York, Hudson Hills Press, 1990.
- Joyce Kozloff et Barbara  Zucker, Le mouvement des femmes : toujours une « source de force » ou « un gros ennui  ?, ARTnews, 1976, p. 48-50.
- Joyce Kozloff, Réflexions sur mon art,', Chicago, Name Gallery, 1977, p. 63-68.
- Joyce Kozloff, « Une blague ornée », dans Artforum, 1986.
- Joyce Kozloff, « L'effet Kudzu (ou la montée d'une nouvelle académie) », Revue d'art public,‎ 1996.
- Joyce Kozloff, « Portails », dans Dialogue sur l'art public, Abingdon, Oxon, Royaume-Uni, Taylor & Francis, 2014.